# 仕女新欢

台灣版《仕女新歡》封面

《仕女新歡》（英語：New Ladies' Tickler）是18世纪英国著名情色作家爱德华·谢龙（Edward Sellon）所製作的情色小说，在台灣由郭伟刚翻译。

## 外部連結
- 博客來網路書店的頁面
- （英文）Olympia Press（页面存档备份，存于）